# Bas Leinders
Bas Leinders (nascido em 16 de julho de 1975, em Bree) é um ex-automobilista belga. Leinders começou sua carreira em 1983, no cartismo e exerceu até 1993.[carece de fontes?]
Foi também gerente esportivo na equipe Marc VDS Racing Team até a vitória desta nas 24 Horas de Spa.